# Sobieszewo
Sobieszewo (deutsch Bohnsack, kaschubisch Bąsôk) ist der namensgebende Hauptort des Danziger Stadtbezirks Wyspa Sobieszewska in der Woiwodschaft Pommern in Polen.
Bohnsack war ein Fischerdorf auf der Danziger Nehrung, das sich bis 1939 zu einem Badeort mit Kurbetrieb entwickelte.

## Geographie
Der Ort liegt im Żuławy Wiślane (Weichsel-Nogat-Delta) an der Martwa Wisła (Tote Weichsel) auf der Westseite der Wyspa Sobieszewska (Bohnsacker Insel bzw. Nehrung und Neue Binnennehrung), etwa zwölf Kilometer von der Stadtmitte Danzigs entfernt.
Zur Landgemeinde Bohnsack gehörte der kleinere Wohnplatz Bohnsacker Pfarrdorf, nach 1945 wurde er als Sobieszewko ein eigenständiger Ort.
Sobieszewska Pastwa (Bohnsackerweide) war bereits zu preußischer Zeit selbständige Landgemeinde. Powiśle (Bohnsackertroyl) war ein Wohnplatz, der früher zur Landgemeinde Weßlinken (Wiślinka) jenseits der Toten Weichsel gehörte.

## Geschichte
Bohnsack wurde als Hufenort gegründet und bestand schon während der Besiedlung durch den Deutschen Orden. Mit der Zeit siedelten zahlreiche Deutsche in dem Ort. 1410 fand eine Schlacht in Bohnsack im Zuge des Rückzuges des Deutschen Ordens aus der Marienburg statt. 700 polnische Kämpfer setzten dabei über das Weichselufer, um die dort gelagerten Vorräte des Deutschen Ordens zu vernichten. Aus der Stadt Danzig kamen zahlreiche Kämpfer herbei, die sich den Polen entgegenstellten. Es heißt, dass alle Polen vernichtet wurden.
Ab 1612 wurde die Bohnsacker Weide an Mennoniten verpachtet, so dass diese Volksgruppe den Bevölkerungszustrom ergänzte. Zwischen 1800 und 1820 sind Bewohner aus Bohnsack nach Wolhynien umgesiedelt.
Bohnsack gehörte von 1818 bis 1920 zur preußischen Provinz Westpreußen, dann von 1920 bis 1939 zum Freistaat Danzig und nach dessen Einverleibung in das Großdeutsche Reich zu Beginn des Zweiten Weltkrieges von 1939 bis 1945 zum Reichsgau Danzig-Westpreußen. Nach dem Kriegsende 1945 kam der Ort unter polnische Verwaltung und wurde erst in Bąsak (phonetisch: Bonsack) und anschließend 1946 in Sobieszewo umbenannt. Die deutschen Bewohner wurden vertrieben.
Bohnsack war von 1818 bis 1887 Landgemeinde im Landkreis Danzig, gehörte dann zum Kreis Danziger Niederung und ab 1. Dezember 1939 zum neuen Landkreis Danzig.
1973 wurde Sobieszewo in die Stadt Danzig eingemeindet, der Stadtbezirk erhielt den Namen Wyspa Sobieszewska.

### Religionen
Bis 1945 gab es in Bohnsack eine evangelische Kirche, diese wurde 1947 katholisch geweiht. Die katholischen Einwohner waren bis 1945 in Danzig eingepfarrt, bis 1926 in der Königlichen Kapelle und seitdem in der Liebfrauenkirche.
Auf dem Friedhof befinden sich noch heute alte deutsche Grabsteine, es sind die Grabsteine evangelischer Kirchenvorsteher.

### Einwohnerentwicklung
| Jahr | Anzahl | Bemerkungen |
| ---- | ------ | ----------- |
| 1885 | 905    |             |
| 1905 | 928    |             |
| 1910 | 953    |             |
| 1929 | 933    |             |
| 1939 |        |             |
| 1973 |        |             |

## Bauwerke und Sehenswürdigkeiten
- Pfarrkirche, erstmals 1610 als Kapelle erwähnt, seit 1947 katholisch, 1985 ausgebrannt und als moderner Neubau wiedererrichtet
- Klappbrücke über die Tote Weichsel

## Verkehr
Sobieszewo liegt an der Woiwodschaftsstraße 501. Die Fähre nach Wiślinka wurde 1973 durch eine 150 Meter lange Pontonbrücke ersetzt. Am 10. November 2018 wurde die neue Most 100-lecia Odzyskania Niepodległości Polski (Brücke zum 100. Jahrestag der Wiedererlangung der Unabhängigkeit Polens) nach Wiślinka eröffnet. Die Buslinien 112, 212 und 186, verbinden Ort und Insel mit Danzig.
Während der Sommersaison wird Sobieszewo, wie bereits zur Freistaatzeit, von Ausflugsschiffen angesteuert.